# Arboreto de Grignon
El Arboreto de Grignon (en francés: Arboretum de Grignon) es un arboreto de 0.8 hectáreas de extensión, dependiente administrativamente del AgroParisTech, situado en Thiverval-Grignon, en Isla de Francia, Francia. 
El código de identificación del Arboretum de Grignon como  miembro del "Botanic Gardens Conservation International" (BGCI), así como las siglas de su herbario es GRIGN.

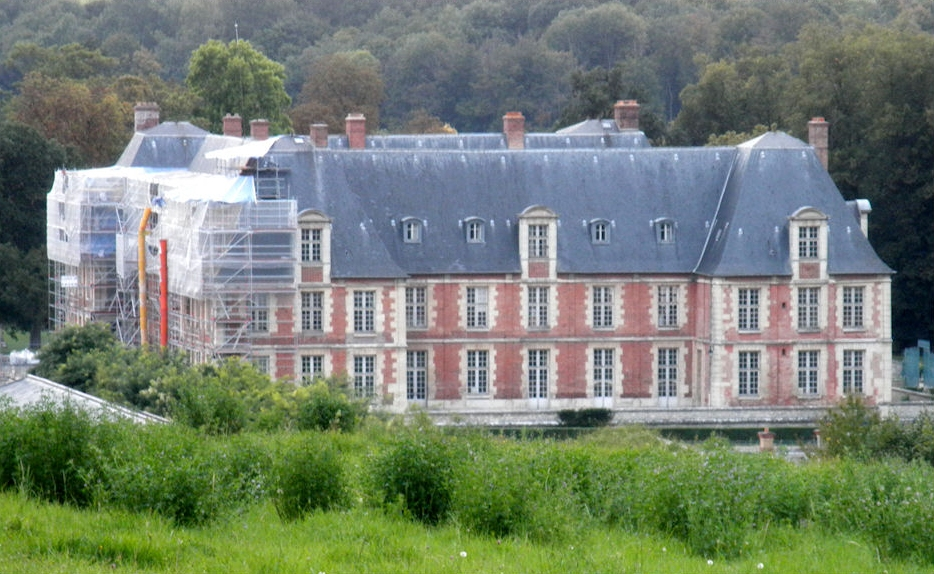
El "Château de Grignon".

## Localización
Se encuentra en los terrenos de la antigua « école nationale supérieure d'agronomie de Grignon », actualmente integrada en el « Institut des sciences et industries du vivant et de l'environnement » ( Instituto de las ciencias e industrias de la vida y del medio ambiente)  (AgroParisTech).
Jardin Botanique de l'Institut National Agronomique Paris-Grignon, Avenue Lucien Brétignières, Thiverval-Grignon, Yvelines, Île-de-France, F-78850 France-Francia.
Planos y vistas satelitales.48°50′38″N 2°21′35″E / 48.84389, 2.35972
Se encuentra cerrado al público, pero puede ser visitado por grupos previa solicitud. 

## Historia
El arboreto fue establecido en 1873 por M. Mouillefert, profesor en Grignon, quién publicó en 1896 un panfleto describiendo el arboreto en esos tiempos; sin embargo, este se perdió en 1940. 
El arboreto fue creciendo gradualmente con el tiempo, con las plantaciones más recientes entre 1976 y 1978. 
Varios de los árboles fueron etiquetados en 1975 por Sr. George Callen del Arboreto de Chèvreloup, y en 1991 el Sr. Augustin Scalbert creó un mapa que identificaba casi todos los árboles. En aquel momento, el arboreto contuvo aproximadamente 230 especímenes (el 66% de hoja caducas, el 34% coníferas). 
Desafortunadamente, el arboreto fue dañado en gran medida en la tormenta de diciembre de 1999, que destruyó 23 árboles y dañó seriamente 16. 
En respuesta, la « Association de l'arbre de fer » fue creada en el 2001 con la intención de proteger y realzar el ambiente natural del  anterior Institut National Agronomique Paris-Grignon. 
En el año 2003 comenzó la restauración y la ampliación del arboreto, así como la creación de un sendero y de una rehabilitación del jardín botánico del campus. 

## Colecciones
Actualmente el arboreto alberga unas 125 especies y variedades de árboles, incluyendo unos especímenes maduros notables de Cedrus atlantica, Fagus sylvatica var. "Tortuosa", Gingko biloba, Gleditsia triacanthos, Parrotia persica, Pinus nigra subsp. laricio, Sophora japonica "pendula", y Zelkova carpinifolia.